# Curious Corn
Curious Corn – album studyjny zespołu Ozric Tentacles wydany w 1997 roku przez wytwórnię Snapper. 

## Lista utworów
| Nr | Tytuł          | Długość |
| -- | -------------- | ------- |
| 1  | "Spyroid"      | 3:47    |
| 2  | "Oolite Grove" | 5:57    |
| 3  | "Afroclonk"    | 8:06    |
| 4  | "Curious Corn" | 10:56   |
| 5  | "Oddentity"    | 7:00    |
| 6  | "Papyrus"      | 5:32    |
| 7  | "Meander"      | 5:13    |

## Twórcy
- Ed Wynne - gitara, syntezator
- Seaweed (Christoper Lenox-Smith) - syntezatory
- John Egan - flety
- Rad (Conrad Prince) - perkusja
- Zia Geelani - gitara basowa, spongebag